# Сантер, Антуан Жозеф
Антуан Жозеф Сантер (фр. Antoine Joseph Santerre; 16 марта 1752, Париж — 6 февраля 1809, там же) — политический и военный деятель времён Великой Французской революции, дивизионный генерал.
Родился в большой семье преуспевающего пивовара. В раннем возрасте потерял обоих родителей и был воспитан вместе с братьями и сёстрами их старшей сестрой и дядями и тётями, также принадлежавшими к буржуазии. Образование получил в колледже Грассин, где особенно увлекался химией, после завершения обучения присоединился к семейному делу и стал пивоваром. В 1772 году открыл новую пивоварню в предместье Сан-Антуан, став в скором времени главным поставщиком пива в Париже. В 1780-х годах создал химическую лабораторию, где изучал способы промышленного производства пива на основе импортированных из Англии технологий.
В революции 1789 года участвовал с первого же её дня, участвовал в штурме Бастилии, 15 июля возглавил ополчение Сан-Антуана. Был избран командиром Национальной гвардии своего округа Энфан-Трувес, стал близким соратником Лафайета. Чуть позже вступил в Клуб кордельеров. Он пережил резню на Марсовом поле 17 июля 1791 года, а затем несколько месяцев скрывался.
Как ярый якобинец играл большую роль в событиях 20 июня (вторжение во дворец Тюильри). Командовал Национальной гвардией при штурме Тюильри 10 августа 1792 года; ему удалось спасти от расправы многих швейцарцев королевской гвардии, и он руководил надзором за арестованной королевской семьёй. Марат и другие сторонники террора старались его устранить (со своей стороны Сантер обвинял Марата в развале национальной гвардии). Руководил военным прикрытием казни Людовика XVI 21 января 1793 года. 
Получив чин бригадного генерала отправился в 1793 году в Вандею. 9 июня сражался при Сомюре, 10 июля был разбит при Вийе. Однако 30 июля 1793 года он был произведен в дивизионные генералы, а с 17 августа по 12 сентября 1793 года занимал должность главнокомандующего Армией побережья Ла-Рошели. Сантер был непопулярен среди санкюлотов, которыми командовал. Раненые солдаты, вернувшиеся в Париж, сообщали, что он живет в восточной роскоши, и жаловались, что их поражение было вызвано либо его изменой, либо его некомпетентностью. Требовали отстранения его от командования или даже отправки на гильотину. После поражения 18 сентября при Короне как некомпетентный полководец был отозван в Париж. 
Затем Сантер присоединился к политическим сторонникам Эбера и был арестован после их падения в апреле 1794 года и заключён в тюрьму, откуда вышел только после падения Робеспьера. Он оставил службу в Национальной гвардии, только политически поддержал государственный переворот 18-го фрюктидора V (4 сентября 1797 г.) и с тех пор жил в уединении. После 18 брюмера был снова арестован, но вскоре выпущен. Вышел в отставку 7 августа 1800 года и попытался вернуться к пивоварению, но в итоге разорился из-за спекуляций. Умер в бедности.